# 图伊哈塔卡拉瓦
图伊哈塔卡拉瓦是图伊汤加帝国的一个王系。1470年，考乌鲁弗努瓦（第24任图伊汤加）设置专门负责世俗事务的“图伊哈塔卡拉瓦”头衔，授予其弟莫乌昂马图阿；从此，图伊哈塔卡拉瓦王系接替图伊汤加王系掌握政治权力。约1610年，从图伊哈塔卡拉瓦王系衍生出图伊卡诺库珀鲁王系；图伊卡诺库珀鲁王系与图伊哈塔卡拉瓦王系并存，两者长期争夺政权。到18世纪末，“图伊哈塔卡拉瓦”仅剩下礼仪职能。1797年，托阿弗纳基（第18任图伊哈塔卡拉瓦）去世，此后，再也没有公认的“图伊哈塔卡拉瓦”头衔持有者。